# Arthur Haas
Arthur Erich Haas, född 30 april 1884, död 20 februari 1941, var en österrikisk fysiker.
Arthur Haas blev extraordinarie professor i fysikens historia vid universitetet i Leipzig 1913 och extraordinarie professor i fysik vid universitetet i Wien 1923. Haas var verksam inom den teoretiska atomfysiken. Han dokumenterade sig som en framstående författare av fysikaliska läroböcker och monografier, bland vilka märks Einführing in die theoretische Physik (2 band, 1919–1921, 5/6 upplagan 1930), Das Naturbild der neuen Physik (1920), Materiewellen und Quanten-mechanik (1928, 4/5 upplagan 1934), Atomtheorie (1924, 3:e upplagan 1936) och Die Umwandlungen der chemischen Elemente (1935).